# Музей філістимлянської культури
Музей культури філістимлян (המוזיאון לתרבות הפלשתים ע"ש קורין ממן — The Corinne Mamane Museum of Philistine Culture) — археологічний музей в місті Ашдод, Ізраїль, присвячений культурі філістимлян, які жили на цих землях. Музей є єдиним у світі музеєм культури філістимлян; він містить 140 рідких археологічних знахідок, 95 % з яких є оригінальними. Це був перший музей, який був відкритий в Ашдоді в 1990 році.